# Kulturkampf

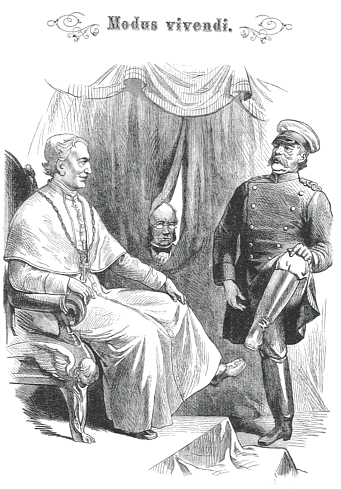
Modus vivendi, Caricatura de Wilhelm Scholz en el Kladderadatsch, n°; 14-15 del 18 de març de 1878 : El papa i el canceller volen llepar-se mútuament les botes, però el sobirà pontífex demana no ser molestat i Bismarck fa el mateix.

El Kulturkampf, mot que, literalment significa «combat o lluita per la cultura», és un conflicte que va oposar el Canceller imperial Otto von Bismarck a l'Església catòlica romana i al Zentrum, el partit dels catòlics alemanys, entre 1871 i 1880.

## Bismarck contra l'Església
Per a Bismarck, prussià i protestant, el catolicisme apareix com un element estranger que amenaça la unitat del nou Imperi Alemany creat el 18 de gener de 1871. La proclamació del dogma de la infal·libilitat pontifical alguns mesos abans havia xocat amb els protestants. El «costat polonès de la qüestió», a les afirmacions mateixes de Bismarck, és determinant en la decisió que pren. Els pangermanistes parlen amb indignació dels Daicz katolicki, aquests alemanys catòlics establerts a la Polònia prussiana, que haurien estat polonitzats pel clergat catòlic. Cap a la fi del segle, Otto Richard Tannenberg, que representa el pangermanisme populista, evoca aquestes joves poloneses que treballaran a Alemanya i porten un promès alemany; el seu matrimoni és beneït pel rector i els nens criats a la polonesa : 
| « | l'avi es deia Schroeter, el net es diu Szreda i és un agitador polonès de primera classe! | » |

El canceller del Reich desitja modificar les relacions entre l'Estat i l'Església catòlica de Pius IX que és prohibida al Reichstag pel Zentrum. Lidera contra ella un combat legislatiu a Prússia i a l'Imperi Alemany entre 1871 i 1887. Així, el Paràgraf de la càtedra (10 desembre de 1871) preveu la presó per als predicadors que critiquen l'Estat. La llei de l'11 de març de 1871 sobre la inspecció de les escoles estableix el control de les escoles per l'Estat. El 4 de juliol de 1872, els jesuïtes són expulsats. Les lleis de maig de 1873 controlen la formació i el nomenament del clergat i suprimeixen els petits seminaris. Les congregacions religioses, excepte les hospitalàries, són foragitades a partir de 1875 i els seus béns, escoles i convents confiscats. El matrimoni civil esdevé obligatori a Prússia el 1874 i el 6 de febrer de 1875 en l'Imperi Alemany. La discriminació dels catòlics s'efectua també en la funció pública de l'Estat prussià i els sacerdots refractaris són desposseïts de la nacionalitat alemanya i exiliats.
El bisbe de Posen, monsenyor Mieczysław Ledóchowski, és empresonat i després exiliat; el de Paderborn monsenyor Martin, enviat a presó, com el de Colònia monsenyor Melchers, el Bisbe de Munster; monsenyor Brinkmann és deposat i s'exilia als Països Baixos. Sis bisbes d'un total de dotze són deposats.
A partir de 1880, Bismarck, conscient de la vanitat de la seva acció, comença a modificar la seva política: suprimeix, suavitza o deixa en suspens certes lleis. En efecte, el Zentrum s'ha fet un soci ineludible, ja que ha guanyat a les eleccions del Reichstag del 1874 un 12% de vots suplementaris.

### L'apaivagament

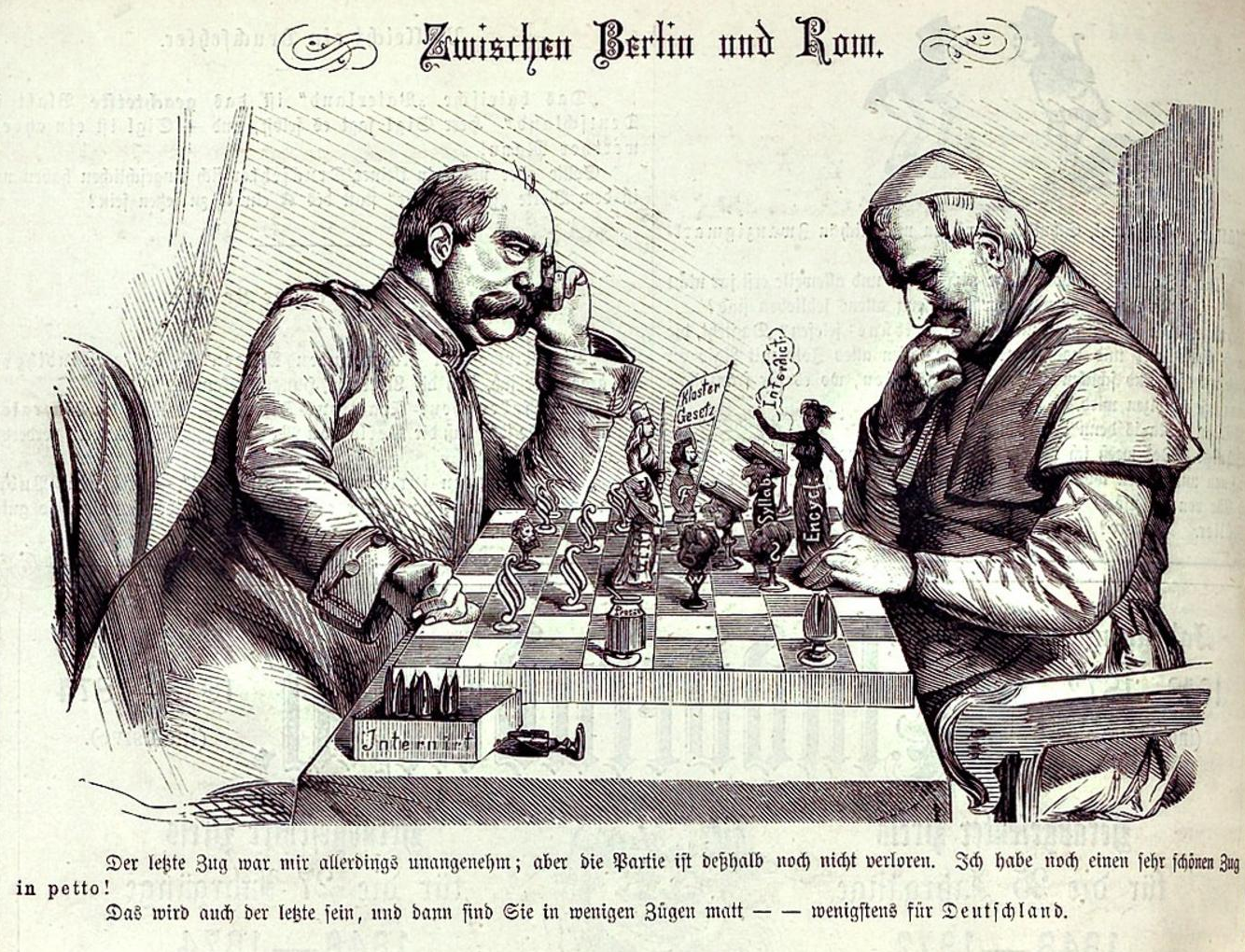
Zwischen Berlin und Rom ("Entre Berlín i Roma"), Kladderadatsch, 1875.

Quan Lleó XIII és elegit papa el 1878, envia de seguida un missatge al Kàiser Guillem I de Prússia fent una 
| « | crida a la magnanimitat del seu cor perquè la pau i la tranquil·litat de les consciències siguin tornades als catòlics | » |

. Vetllaria en contrapartida 
| « | perquè la fe que professen els seus fidels, [la mostrin], amb la més conscienciosa devoció, súbdits respectuosos i fidels de la Seva Majestat. | » |

 El contacte es restableix i tenen lloc negociacions que s'allarguen durant divuit mesos, en el transcurs de les quals els socialistes cometen dos atemptats contra l'emperador. En evolucionar la situació política, el canceller de ferro declara: 
| « | estic prou preparat per fer un petit Canossa | » |

Adalbert Falk, l'instigador del Kulturkampf, és destituït el juliol de 1879. El 1882, Prússia torna a pagar els salaris eclesiàstics, el 1883, està decidit que els bisbes ja no hauran de sotmetre el nomenament dels rectors a les autoritats civils. Finalment, les lleis de maig són revisades el 1886. Mentrestant, el Kronprinz Frederic havia demanat i havia obtingut una audiència pontifical.
Els 1.500 sacerdots expulsats de les seves parròquies poden tornar, i les congregacions religioses poden tornar de l'exili (a excepció dels jesuïtes, que hauran d'esperar el 1903). A canvi, Lleó XIII renuncia a la tornada de monsenyor Ledochowski a la seva seu episcopal de Posen i de monsenyor Melchers a la de Colònia. Més tard, en 1888, 1893 i 1903, no sense cometre algunes errades, Guillem II de Prússia retrà visita al Papa.

## A Suïssa
Un moviment semblant va existir de manera simultània a Suïssa, on va portar a la revisió de la Constitució de 1874 i a l'adopció dels articles d'excepció, que expulsava els jesuïtes, i després totes les congregacions contemplatives i els benedictins, qualificava de no elegibles sacerdots i religiós, limitava el nombre de bisbats (prohibia la creació de nous bisbats sense l'acord del govern) i la creació de nous convents, i prohibia els novicis.
Els cantons més afectats són els de Berna i de Ginebra. A Ginebra, el Kulturkampf porta a l'adopció d'articles que prohibeixen el culte exterior. Aquests són encara vàlids avui per a tota persona que tingui un domicili o una residència al cantó.